# Coca de Mataró

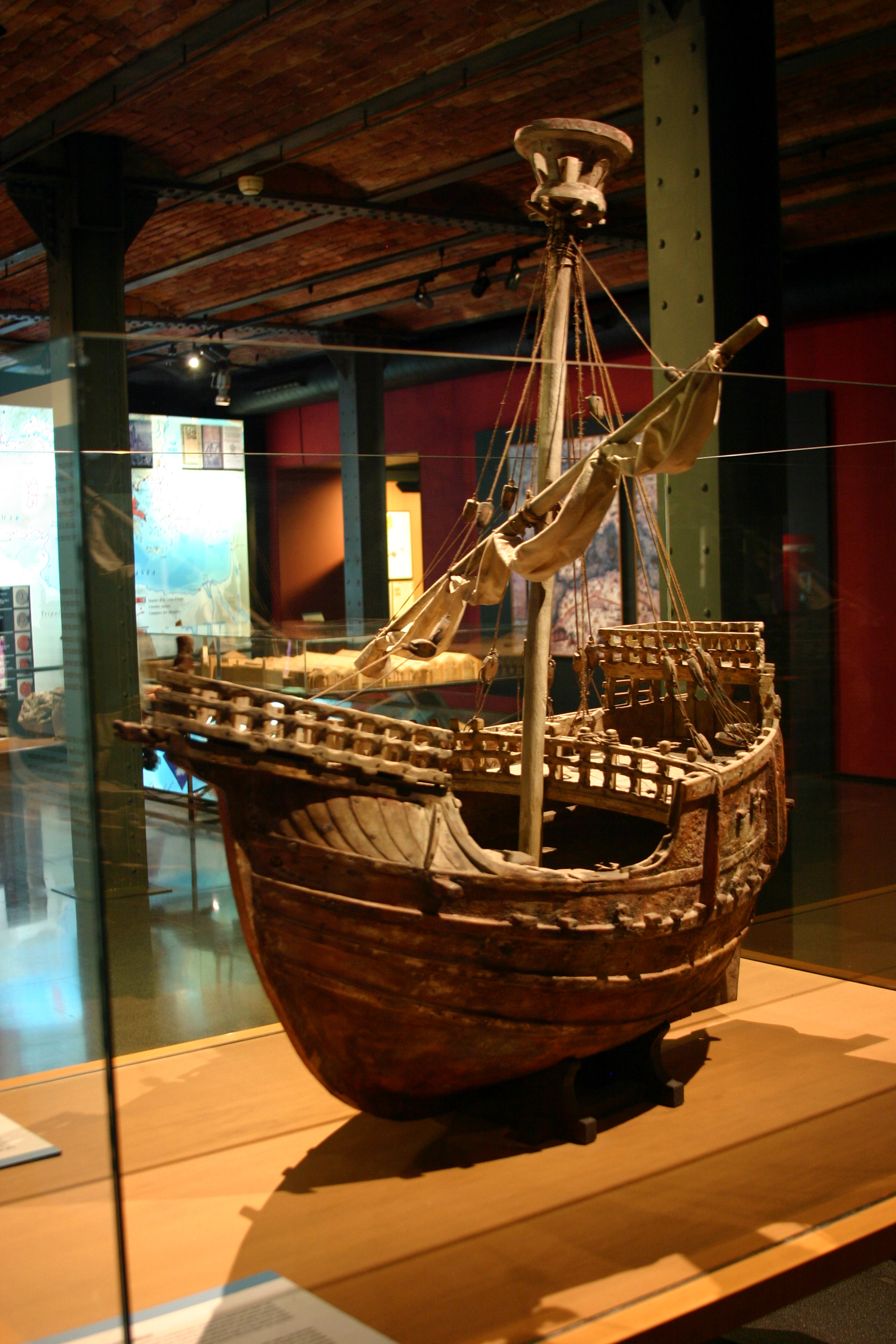
Maqueta de "La Coca de Mataró" en el Museo de Historia de Cataluña, Barcelona.

La  Coca de Mataró  es un exvoto marinero considerado de los más antiguos de Europa y construido en siglo XV, (alrededor de 1450). Este tipo de barco se desarrolló en el siglo X y se usó ampliamente del siglo XII hasta el siglo XIV.
Se cree que originariamente estaba en la ermita de Sant Simó de Mataró, hoy en día se conserva (en depósito) en el Maritime Museum Prins Hendrik de Róterdam.

## Descripción
La Coca de Mataró, tenía el timón de codaste. se la considera de influencia atlántica, ya que es muy parecida a una coca que se descubrió hundida en Bremen y se conserva en el Museo Marítimo alemán, de las que se utilizaban para el transporte de mercancías y tropas principalmente por parte de ingleses y normandos, y aparecen en el Mediterráneo en el siglo XIII.
Esta embarcación contaba con una tripulación entre cien y ciento cincuenta hombres. El aparejo era redondo y se calcula que tenía un solo mástil. Tenía una sola cubierta principal con dos cubiertas secundarias sobre los dos castillos (a proa y a popa). En el tope del palo mayor estaba el cubículo del vigía.

## Historia

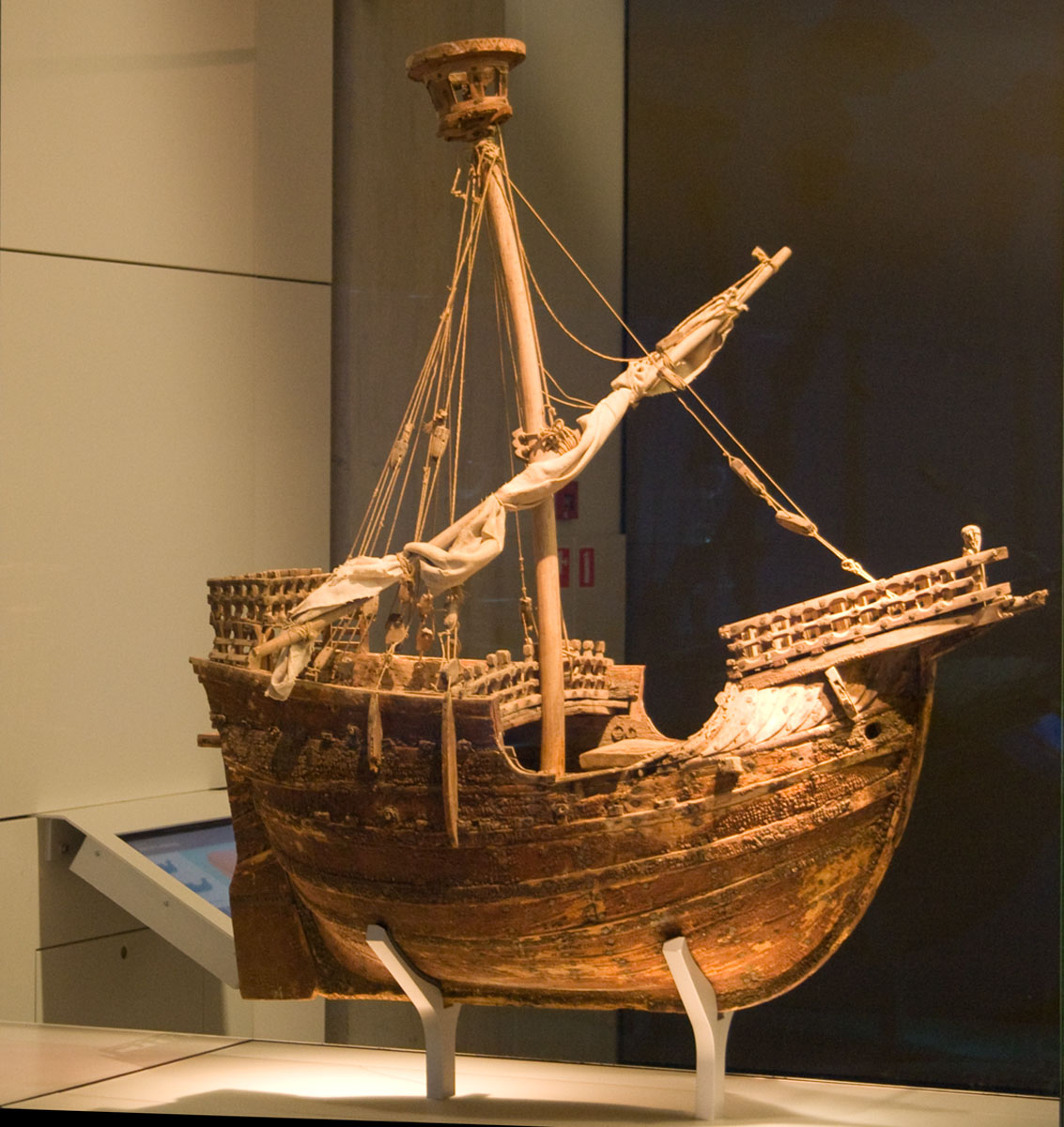
Nave típica medieval catalana: la Coca de Mataró, conservada a partir de un exvoto que dieron unos marineros que sobrevivieron a una tormenta.

Se cree que originariamente se encontraba en la ermita de San Simón de Mataró, donde se guardó hasta 1920 cuando apareció en el mercado de antigüedades de Múnich. Más tarde, en 1929, fue subastada en Estados Unidos y la adquirió un anticuario alemán que la hizo llegar a manos de un conocido millonario holandés quien, finalmente, la dejó en depósito en el Maritime Museum Prins Hendrik de Róterdam donde se conserva actualmente.

Según Josep Maria Pons y Guri, la "Coca" sería originaria de Calella, pero su nombre fue sustituido por el más importante de Mataró. Representa una nave de comercio medieval que se identifica con la "coca" del Mar del Norte. Este tipo de barco era empleado para el transporte de mercancías y tropas por ingleses y normandos en el período que va desde siglo XII hasta principios del siglo XIV, en que fue sustituto por el Hulk, otro tipo de barco nórdico. Así mismo, hay constancia documental de cocas nórdicas en el Mediterráneo en manuscritos del siglo XIII.
Uno de los motivos que ha iniciado más polémica ha sido su arboladura. Las diversas opiniones en torno a si el buque fue de un solo palo originariamente, o si tenía dos, mayor y mesana, e incluso tres (en caso de tener palo de trinquete), no han podido resolverse en ninguno de los dos sentidos. Culver fue el primero en publicar un detallado estudio del modelo, y fue en la época en que el exvoto de la Coca ostentaba los tres palos, pero remarcando que, debido a que los palos de trinquete y mesana eran más rústicos y no parecían construidos por el mismo artesano, había la posibilidad de que su construcción original tuviera sólo un único palo mayor.
Con todo sin embargo, hay autores como Landstrom, Nouhuys y Winter defienden la versión de tres palos ( de mayor y mesana). Antes de que la Coca pasara a manos del millonario holandés, aspecto con el que se ha conservado hasta nuestros días,  se le desmontaron los palos de trinquete y mesana, dejando únicamente el palo mayor.